# 2022年北京オリンピック
2022年北京オリンピック（2022ねんペキンオリンピック、簡体字中国語: 第二十四届冬季奥林匹克运动会）は、2022年2月4日から2月20日までの17日間、中華人民共和国の北京市および河北省張家口市を会場として開催されたオリンピック冬季競技大会。2008年夏の北京オリンピックと区別して、北京冬季オリンピック、北京冬季五輪、北京2022（Beijing 2022、北京2022）などと呼称される。
2015年にマレーシアのクアラルンプールで開かれた第128次IOC総会で、開催都市が北京に決定した。これにより、2018年平昌オリンピック（韓国）、2020年東京オリンピック（日本）に続き、3大会連続で東アジアでの開催となる。また、北京は史上初の夏冬両季オリンピックの開催都市となった。アジアでは1972年札幌大会、1998年長野大会、2018年平昌大会に続いて4回目、中国では初の冬季オリンピックである。
歴代冬季五輪開催都市では札幌市（開催当時人口約100万人）を大幅に上回り人口が最も多い。首都での開催はノルウェーのオスロで開催された1952年オスロオリンピック以来70年ぶりであった（なお1984年サラエボオリンピックが開催されたサラエヴォは現在ではボスニア・ヘルツェゴビナの首都であるが、開催当時はユーゴスラビアの一部であり首都ではない。）。

## 開催地決定までの過程
- 2012年
  - 10月3日: 国際オリンピック委員会 (IOC) が各国のオリンピック委員会 (NOC) に対し、2022年冬季オリンピック招致に関する行程表を送付した。
- 2013年
  - 6月6日: IOCが立候補の申請受付を開始すると同時に、立候補した都市に対してIOCから質問状が送付される[3]。
  - 11月14日: 立候補の申請期限が締め切られ、翌15日にIOCがアルマトイ、北京、クラクフ、リヴィウ、オスロ、ストックホルムの6都市からの立候補申請を受け付けたことを発表した。
  - 12月4日 - 12月6日: IOC本部があるスイスのローザンヌで、申請都市に対するセミナーが開かれる。
- 2014年
  - 3月14日: 申請都市による申請ファイルの提出期限。申請ファイルはIOCからの質問状に答える形で、開催計画の概要を記した書類である[4]。
  - 7月7日: IOCによる一次選考通過都市が発表され、立候補後に撤退を表明していなかったオスロ、アルマトイ、北京の3都市がすべて通過し、落選都市はなかった[5]。
- 2015年
  - 1月: 1次選考を通過した立候補都市による立候補ファイルの提出期限。立候補ファイルは、詳細な開催計画書を記す書類である。
  - 2月 - 3月: IOCの評価委員会が各立候補都市を視察する。
  - 5月 - 6月: 評価委員会が各立候補都市の評価報告書を公開する。
  - 7月31日: マレーシアのクアラルンプールで開かれた第128次IOC総会で開催地が北京に決定した。まず各立候補都市によるプレゼンテーションが行われ、その後にIOC委員の投票で過半数の票を得た都市が開催地に決まる。立候補都市を抱える国の委員とIOC会長は投票には参加できない。

### 投票結果
| 北京市     | 中国         | 44 |
| アルマトイ | カザフスタン | 40 |

棄権1票あり。投票総数85。

## 新型コロナウイルス感染症の影響
新型コロナウイルス感染症（COVID-19）の世界的な大流行により、2020年夏に開催予定だった東京オリンピックの開催時期が2021年夏に延期されたことから、1992年のアルベールビル大会以来、30年ぶりにオリンピックの夏季大会と冬季大会が6か月以内という短い間隔で立て続けに開催される運びとなった。また、日本における同一年度内に2回のオリンピックが開催されたのも史上初となった。
国際オリンピック委員会（IOC）のクリストフ・デュビ統括部長は、無観客開催の可能性を示唆していた。2021年9月29日、IOCは海外からの観客を断念し、中国国内の観客のみを受け入れることを表明した。観戦チケットの販売はしていなかったが、大会組織委員会は会場の建設は順調に進んでいると強調していた。結局組織委は一般チケットの販売を中止し、指定された国有企業などにチケットの割当を行うこととなった。

参加人数

## 参加国・地域
ロシアでは、2019年に起きたドーピングの検査データ改ざん問題による排除処分を受けてロシアオリンピック委員会（ROC）として個人資格での出場となった。
また、北朝鮮は2021年に開催した東京オリンピック不参加による資格停止処分を受けて国としての出場が事実上不可能となっており、2022年1月7日に個人資格を含む本大会への出場を行わないことを正式に発表した。
| 2022年北京オリンピックに参加する国・地域（IOCコード順） | 2022年北京オリンピックに参加する国・地域（IOCコード順）                                                 | 2022年北京オリンピックに参加する国・地域（IOCコード順） |
| --- | --- | ------------------------------------------------------- |
| - アルバニア - アメリカ領サモア - アンドラ - アルゼンチン - アルメニア - オーストラリア - オーストリア - アゼルバイジャン - ベラルーシ - ベルギー - ボリビア - ボスニア・ヘルツェゴビナ - ブラジル - ブルガリア - カナダ - チリ - 中国 (開催国) - チャイニーズタイペイ - コロンビア - クロアチア - キプロス - チェコ - デンマーク - 東ティモール - エクアドル - エリトリア - エストニア - フィンランド - フランス - ジョージア - ドイツ - ガーナ - イギリス - ギリシャ - ハイチ - 香港 - ハンガリー - アイスランド - インド - イラン - アイルランド - イスラエル - イタリア - ジャマイカ - 日本 - カザフスタン - コソボ - キルギス - ラトビア - レバノン - リヒテンシュタイン - リトアニア - ルクセンブルク - マダガスカル - マレーシア - マルタ - メキシコ - モルドバ - モナコ - モンゴル - モンテネグロ - モロッコ - オランダ - ニュージーランド - ナイジェリア - 北マケドニア - ノルウェー - パキスタン - ペルー - フィリピン - ポーランド - ポルトガル - プエルトリコ - ROC - ルーマニア - サンマリノ - サウジアラビア - セルビア - スロバキア - スロベニア - 韓国 - スペイン - スウェーデン - スイス - タイ - トリニダード・トバゴ - トルコ - ウクライナ - アメリカ合衆国 - ウズベキスタン - アメリカ領ヴァージン諸島 | |                                                         |
| 前回大会に参加したが、今大会に参加しない国・地域 | 前回大会に参加しなかったが、今大会に参加する国・地域                                                    |                                                         |
| - バミューダ - ケニア - 北朝鮮 - シンガポール - 南アフリカ - トーゴ - トンガ | - アメリカ領サモア - ハイチ - ペルー - サウジアラビア - トリニダード・トバゴ - アメリカ領ヴァージン諸島 |                                                         |

## 実施競技と日程
7競技109種目が実施された。（）内の数字は、各競技で争われるメダル種目の数を表す。
1. アイスホッケー
  -  アイスホッケー（2）（詳細）
2. カーリング
  -  カーリング（3）（詳細）
3. スキー
  -  アルペンスキー（11）（詳細）
  -  クロスカントリースキー（12）（詳細）
  -  フリースタイルスキー（13）（詳細）
  -  ノルディック複合（3）（詳細）
  -  スキージャンプ（5）（詳細）
  -  スノーボード（11）（詳細）
4. スケート
  -  フィギュアスケート（5）（詳細）
  -  ショートトラックスピードスケート（9）（詳細）
  -  スピードスケート（14）（詳細）
5. バイアスロン
  -  バイアスロン（11）（詳細）
6. ボブスレー
  -  ボブスレー（4）（詳細）
  -  スケルトン（2）（詳細）
7. リュージュ
  -  リュージュ（4）（詳細）

| 開 | 開会式 | ● | 種目予選 | 1 | 種目決勝 | EG | エキシビション | 閉 | 閉会式 |

| 2022年2月                        | 2022年2月                        | 2 水 | 3 木 | 4 金 | 5 土 | 6 日 | 7 月 | 8 火 | 9 水 | 10 木 | 11 金 | 12 土 | 13 日 | 14 月 | 15 火 | 16 水 | 17 木 | 18 金 | 19 土 | 20 日 | 種目 |
| -------------------------------- | -------------------------------- | ---- | ---- | ---- | ---- | ---- | ---- | ---- | ---- | ----- | ----- | ----- | ----- | ----- | ----- | ----- | ----- | ----- | ----- | ----- | ---- |
| 式典                             | 式典                             |      |      | 開   |      |      |      |      |      |       |       |       |       |       |       |       |       |       |       | 閉    | N/A  |
| アルペンスキー                   | アルペンスキー                   |      |      |      |      |      | 2    | 1    | 1    | 1     | 1     |       | 1     |       | 1     | 1     | 1     |       |       | 1     | 11   |
| バイアスロン                     | バイアスロン                     |      |      |      | 1    |      | 1    | 1    |      |       | 1     | 1     | 2     |       | 1     | 1     |       | 2     |       |       | 11   |
| ボブスレー                       | ボブスレー                       |      |      |      |      |      |      |      |      |       |       |       | ●     | 1     | 1     |       |       | ●     | 1     | 1     | 4    |
| クロスカントリースキー           | クロスカントリースキー           |      |      |      | 1    | 1    |      | 2    |      | 1     | 1     | 1     | 1     |       |       | 2     |       |       | 1     | 1     | 12   |
| カーリング                       | カーリング                       | ●    | ●    | ●    | ●    | ●    | ●    | 1    | ●    | ●     | ●     | ●     | ●     | ●     | ●     | ●     | ●     | ●     | 1     | 1     | 3    |
| フィギュアスケート               | フィギュアスケート               |      |      | ●    |      | ●    | 1    | ●    |      | 1     |       | ●     |       | 1     | ●     |       | 1     | ●     | 1     | EG    | 5    |
| フリースタイルスキー             | フリースタイルスキー             |      | ●    |      | 1    | 1    | ●    | 1    | 1    | 1     |       |       | ●     | 1     | 1     | 2     | 1     | 2     | 1     |       | 13   |
| アイスホッケー                   | アイスホッケー                   |      | ●    | ●    | ●    | ●    | ●    | ●    | ●    | ●     | ●     | ●     | ●     | ●     | ●     | ●     | 1     | ●     | ●     | 1     | 2    |
| リュージュ                       | リュージュ                       |      |      |      | ●    | 1    | ●    | 1    | 1    | 1     |       |       |       |       |       |       |       |       |       |       | 4    |
| ノルディック複合                 | ノルディック複合                 |      |      |      |      |      |      |      | 1    |       |       |       |       |       | 1     |       | 1     |       |       |       | 3    |
| ショートトラックスピードスケート | ショートトラックスピードスケート |      |      |      | 1    |      | 2    |      | 1    |       | 1     |       | 2     |       |       | 2     |       |       |       |       | 9    |
| スケルトン                       | スケルトン                       |      |      |      |      |      |      |      |      | ●     | 1     | 1     |       |       |       |       |       |       |       |       | 2    |
| スキージャンプ                   | スキージャンプ                   |      |      |      | 1    | 1    | 1    |      |      |       | ●     | 1     |       | 1     |       |       |       |       |       |       | 5    |
| スノーボード                     | スノーボード                     |      |      |      | ●    | 1    | 1    | 2    | 1    | 2     | 1     | 1     |       | ●     | 2     |       |       |       |       |       | 11   |
| スピードスケート                 | スピードスケート                 |      |      |      | 1    | 1    | 1    | 1    |      | 1     | 1     | 1     | 1     |       | 2     |       | 1     | 1     | 2     |       | 14   |
| 日別メダル確定数 計              | 日別メダル確定数 計              | 0    | 0    | 0    | 6    | 6    | 9    | 10   | 6    | 8     | 7     | 6     | 7     | 4     | 9     | 8     | 6     | 5     | 7     | 5     | 109  |
| 累積メダル確定数 計              | 累積メダル確定数 計              | 0    | 0    | 0    | 6    | 12   | 21   | 31   | 37   | 45    | 52    | 58    | 65    | 69    | 78    | 86    | 92    | 97    | 104   | 109   | 109  |
| 2022年2月                        | 2022年2月                        | 2 水 | 3 木 | 4 金 | 5 土 | 6 日 | 7 月 | 8 火 | 9 水 | 10 木 | 11 金 | 12 土 | 13 日 | 14 月 | 15 火 | 16 水 | 17 木 | 18 金 | 19 土 | 20 日 | 総計 |

## 競技会場

開催予定地。
Beijing:北京市、Yanqing:延慶区、Zhangjiakou:張家口市

### 北京ゾーン

#### 北京市朝陽区

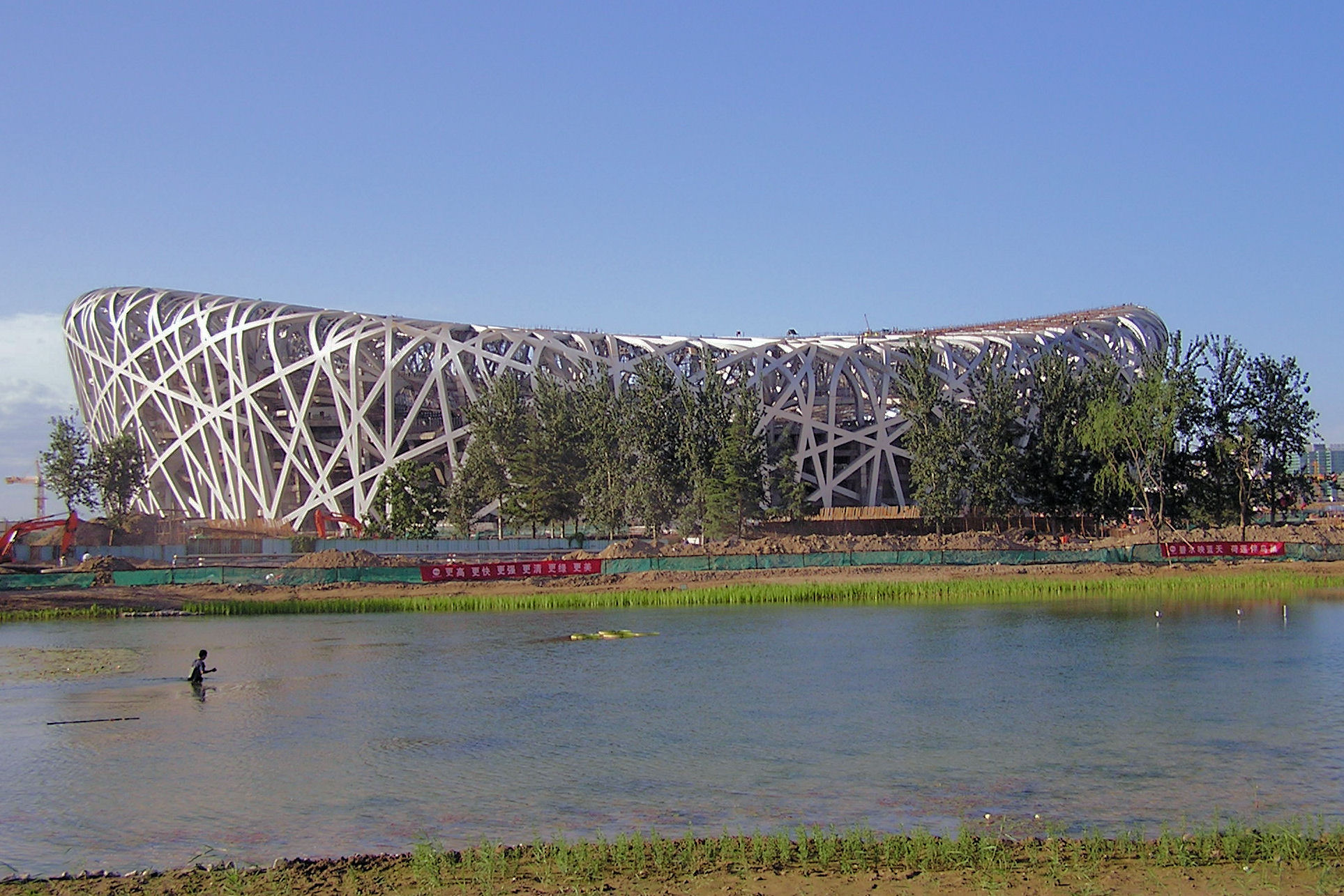
国家スタジアム（通称・「鳥の巣」）

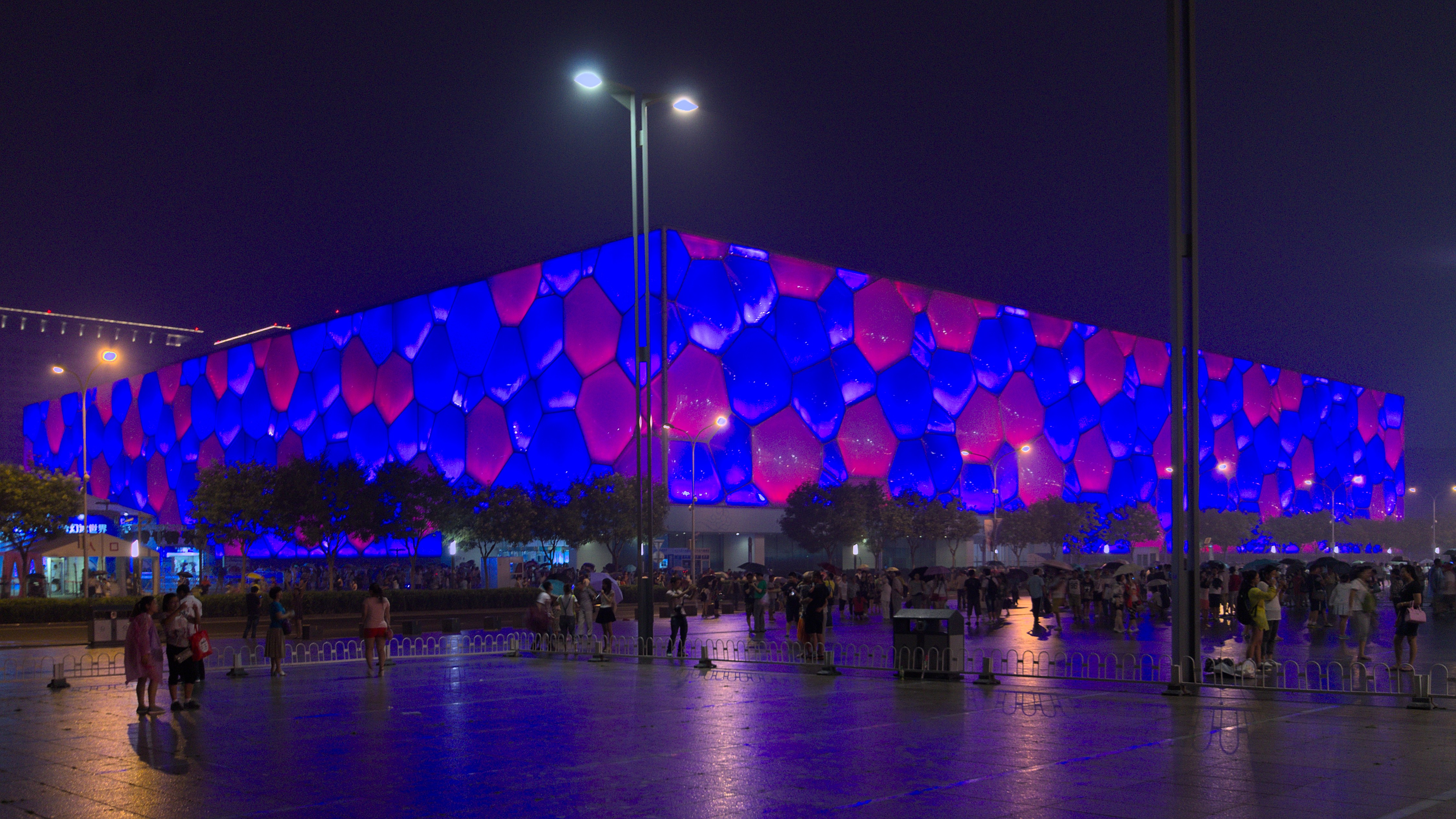
国家水泳センター（通称・「アイスキューブ」）

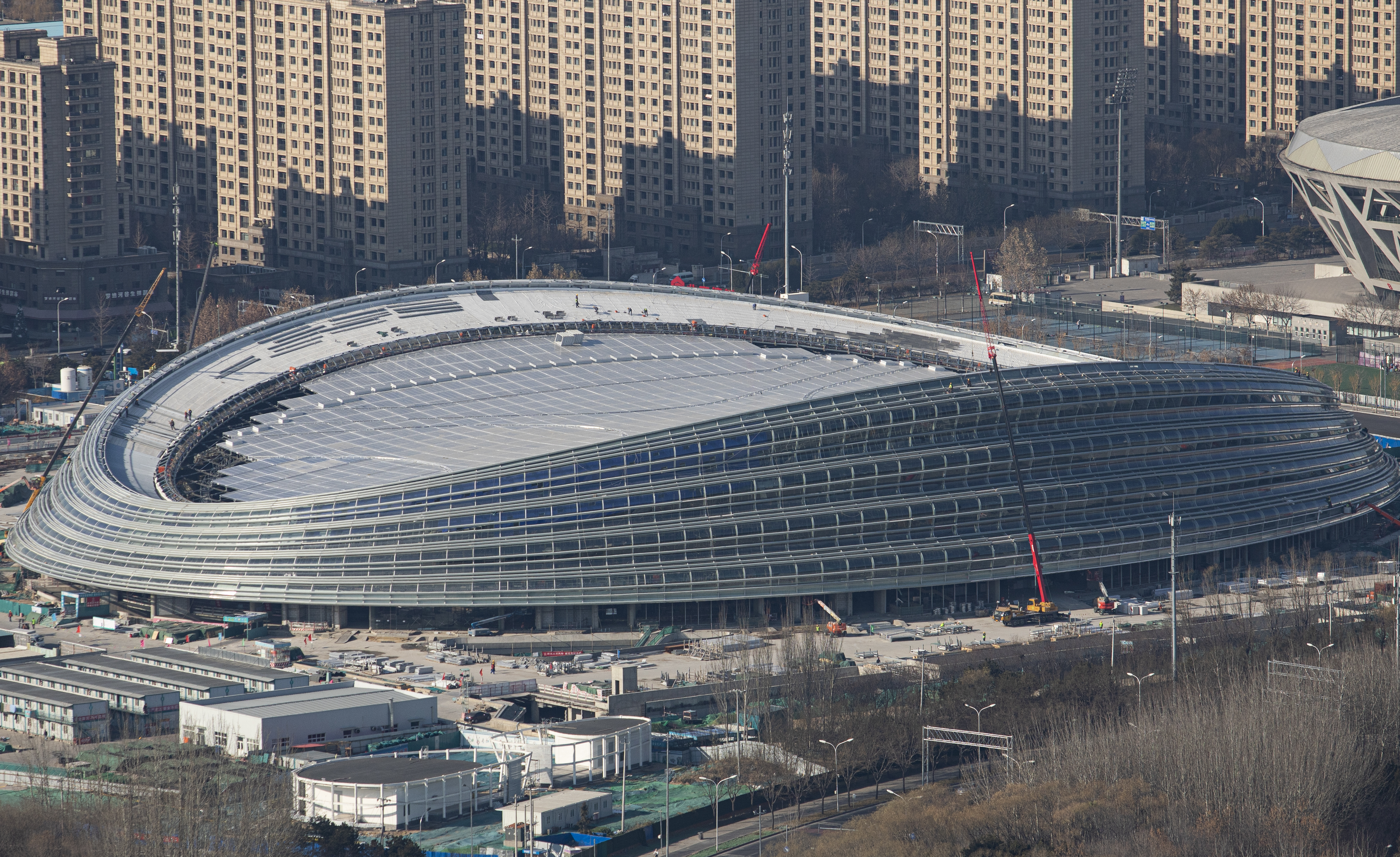
国家速滑館（通称・「氷のリボン」）

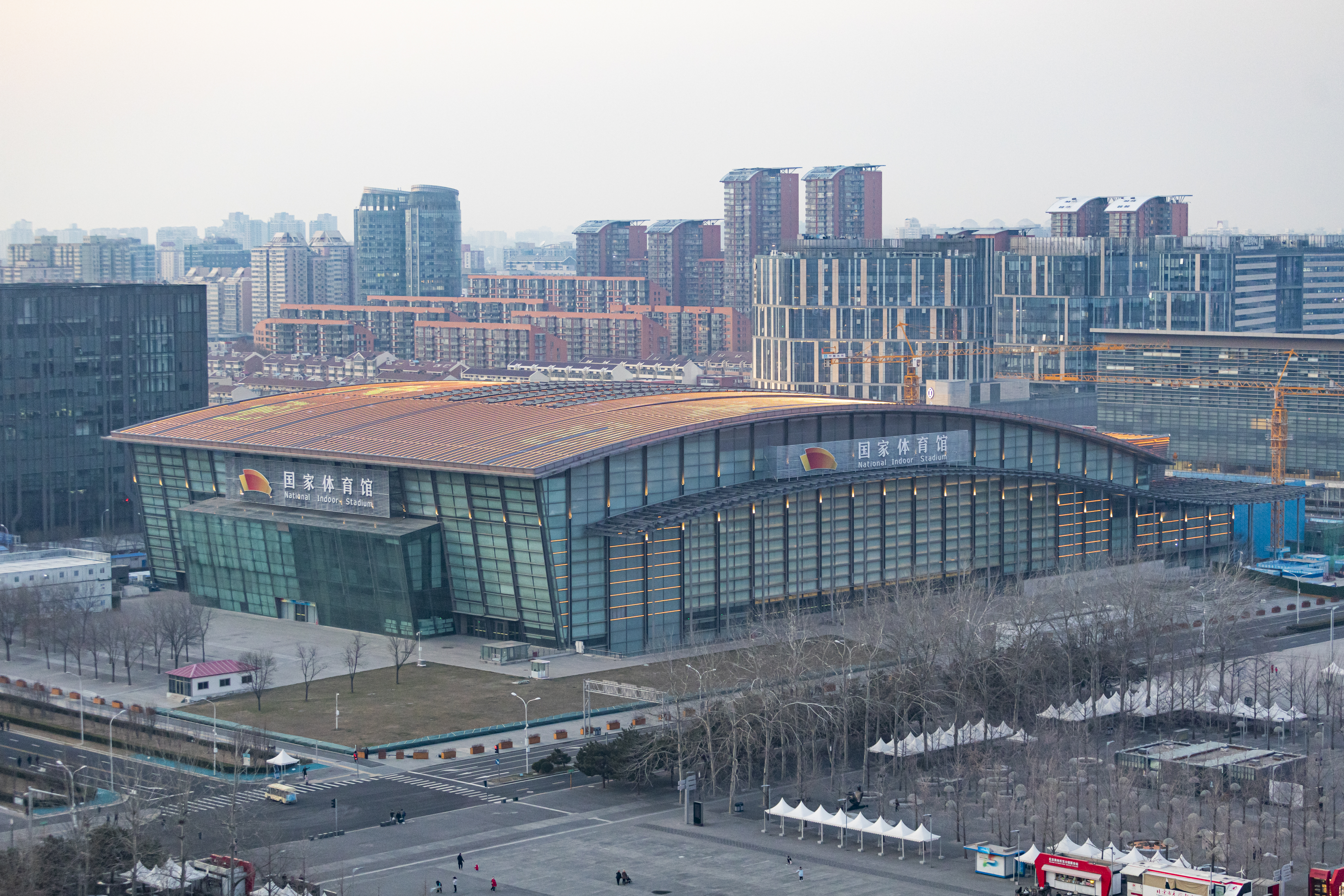
国家体育館

- 国家体育場（8万人収容）愛称「鳥の巣（Bird's Nest）」：開閉会式
- 国家水泳センター（4000人収容）愛称「氷立方（Ice Cube）」：カーリング
- 国家体育館（1万8000人収容）：アイスホッケー
- 国家速滑館（1万2000人収容）愛称「氷絲帯（氷のリボン）」：スピードスケート

#### 北京市海淀区
- 五棵松体育館（9000人収容）：アイスホッケー
- 首都体育館（1万5000人収容）：フィギュアスケート、ショートトラック

#### 北京市石景山区

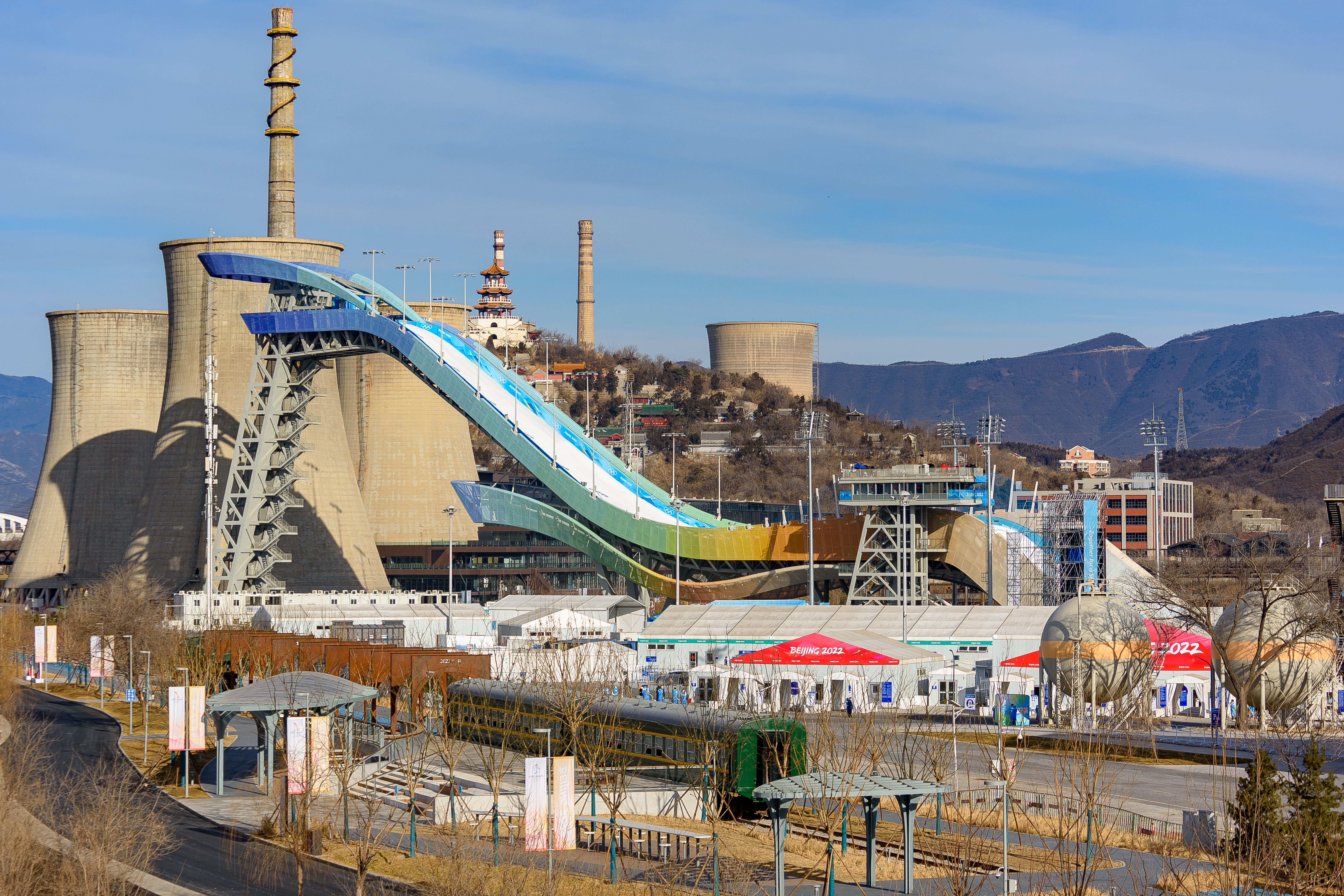
ビッグエア首鋼

- ビッグエア首鋼（英語版、中国語版）：スノーボード（ビッグエア）、フリースタイルスキー（ビッグエア）

### 延慶ゾーン

#### 北京市延慶区
- 国家アルペンスキーセンター（英語版、中国語版）（1万5000人収容）：アルペンスキー
- 国家スライディングセンター（英語版、中国語版）（5000人収容）：ボブスレー、スケルトン、リュージュ

### 張家口ゾーン
北京市北西郊外の河北省張家口市崇礼区太子城村および付近にあり、北京からはおもに高速鉄道・京張都市間鉄道（崇礼支線）太子城駅で移動するが、そこにオリンピック村も置く。

#### 張家口市
- 国家クロスカントリーセンター（中国語版）（1万人収容）：クロスカントリースキー（ノルディック複合含む）
- 国家スキージャンプセンター（中国語版）（1万人収容）：スキージャンプ（ノルディック複合含む）
- 国家バイアスロンセンター（イタリア語版）（1万5000人収容）：バイアスロン
- 雲頂スノーパーク（中国語版）（5000人収容）：スノーボード（ビッグエアを除く）、フリースタイルスキー（ビッグエアを除く）

## 大会マスコット等
大会マスコット

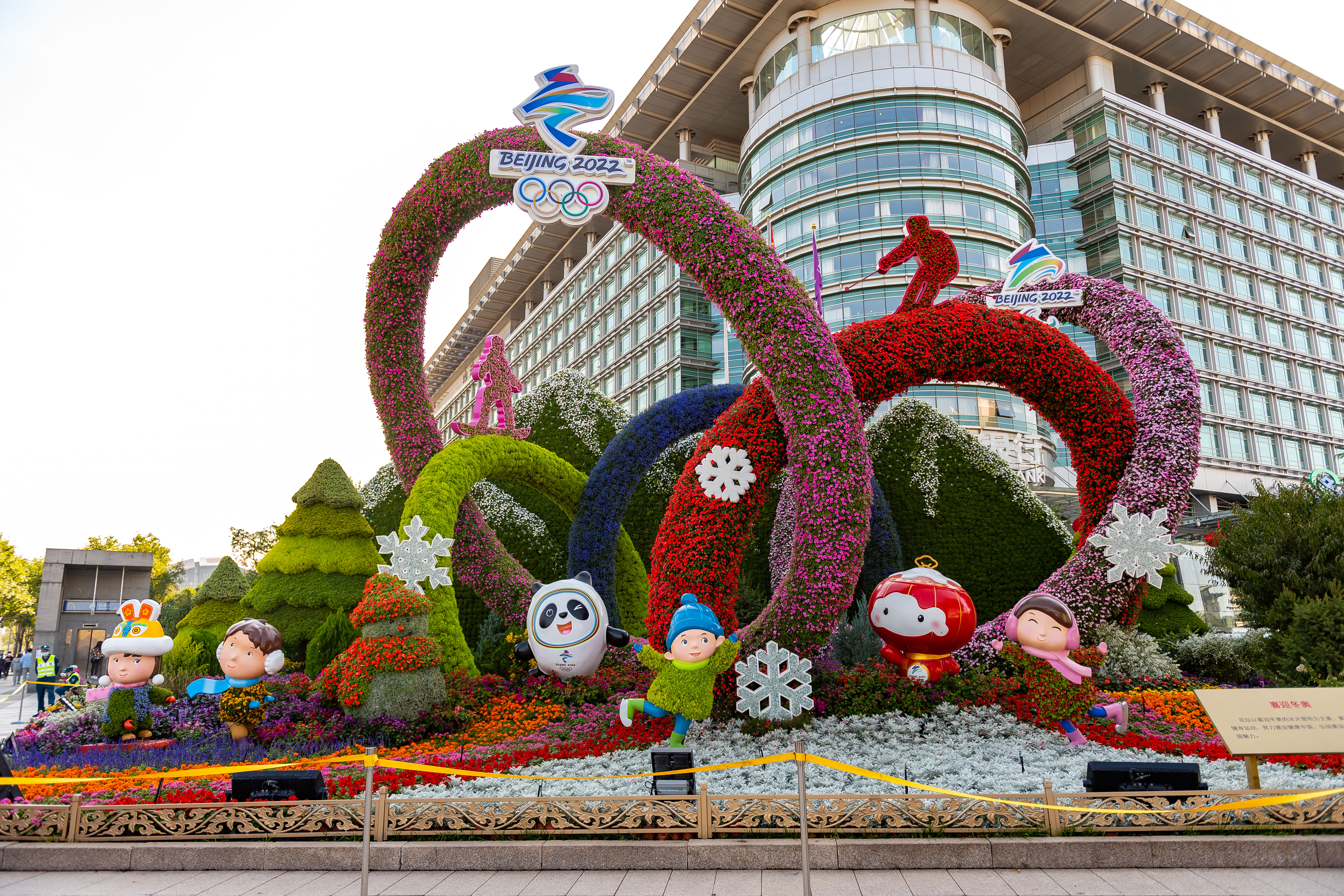

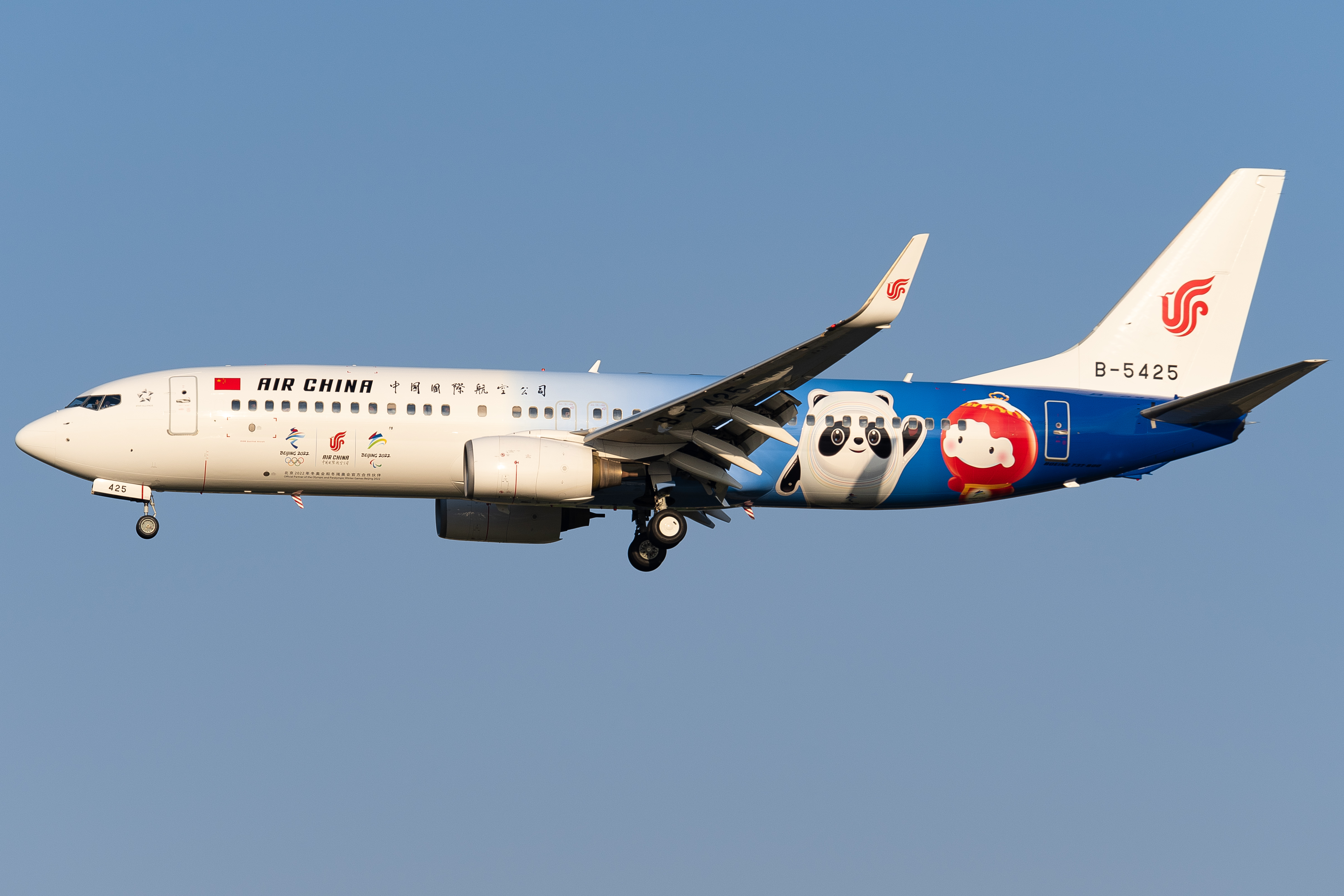
中国国際航空の北京冬季五輪特別塗装機（左がビンドゥンドゥン）

大会マスコットはジャイアントパンダのビンドゥンドゥン（英: Bing Dwen Dwen、簡: 冰墩墩）。
大会エンブレム
大会エンブレムは漢字の「冬」（冬）をイメージしたもので、「冬の夢」と命名している。冬の夢は、赤や青、水色などの伸びやかな線でスキーやスケート選手の姿を表現している。なお、躍動感のある書道の手法も取り入れ、奥深い東洋の文化と現代の融合という意味を込めている。
スローガン
都市選考において掲げられたスローガンは 「雪氷上での喜びの出会い」 （中国語: 纯洁的冰雪，激情的约会）。2021年9月17日、オリンピックのスローガンを「ともに未来へ！」（中国語: 一起向未来！Yīqǐ xiàng wèilái!）とすることが公表された。同名の大会主題歌「ともに未来へ」（一起向未来）が、易烊千璽によるバージョンと陳偉霆と袁婭維によるバージョンで制作された。
主題歌
- 「Time to Shine」、ボーカル：洛天依

## ハイライト

### 開会式
2008年北京オリンピックの開会式も担当した張芸謀監督が総合演出を務めた。北京2022組織委員会の蔡奇主席（北京市党委員会書記）、IOCのバッハ会長の挨拶に続き、中国最高指導者の習近平党総書記（国家主席）が開会宣言を行った。

### 閉会式
閉会式は開会式同様張芸謀総監督の下、2月20日に国家体育場で開催された。五輪旗が陳吉寧北京市長からIOCバッハ会長へ、次回開催都市を代表してジュゼッペ・サラミラノ市長へ引き継がれた。

## テレビ放送

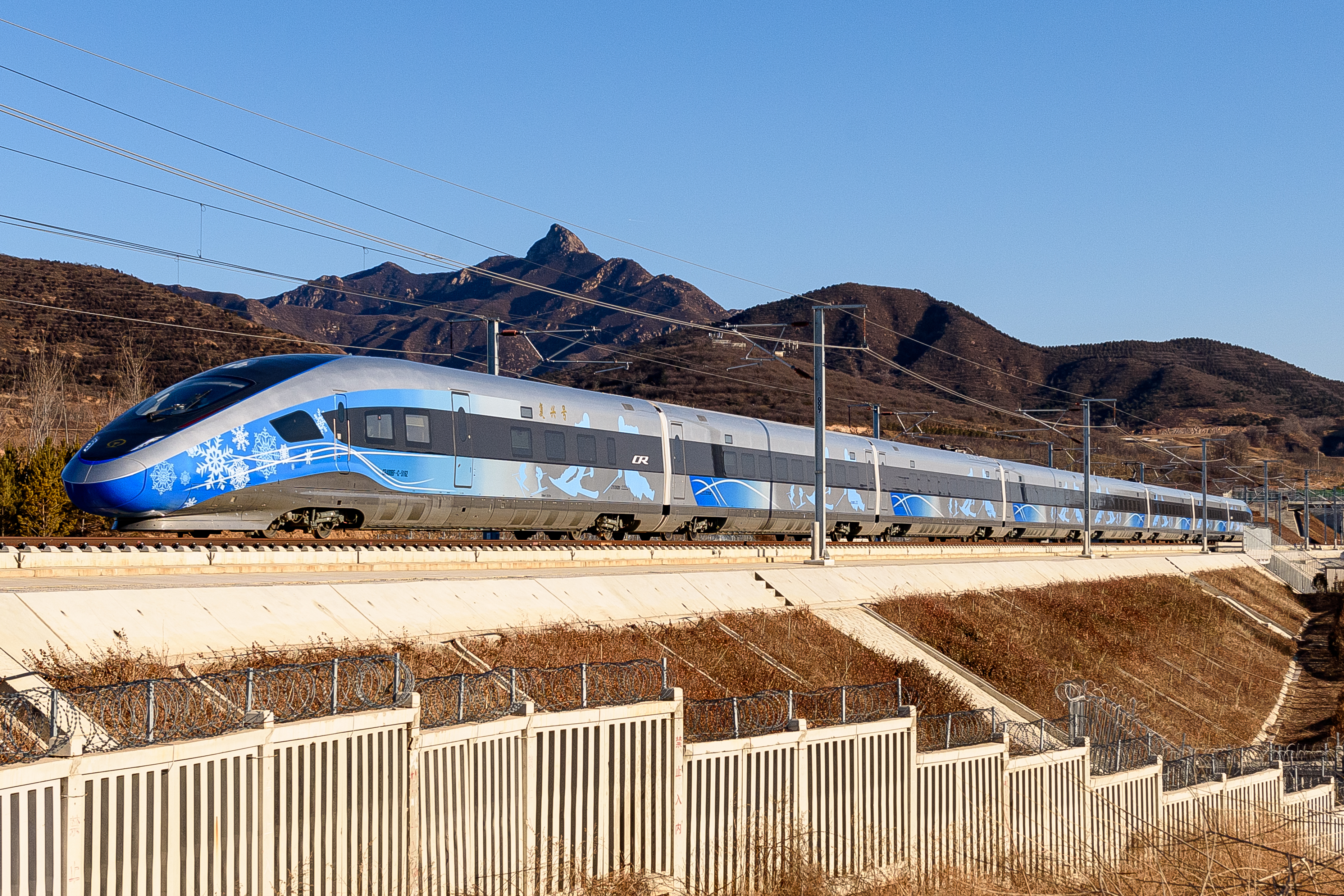
北京冬季五輪・パラリンピックのメディア専用列車（CR400BF-C-5162）

- アメリカ国内では、NBCが今大会を含め2032年の夏季オリンピックまでの6大会分の放映権を獲得した[19]。
- 日本国内では、2024年夏季大会までジャパンコンソーシアム（JC）が放映権を獲得している。
- 開催国でもある中国国内では、中央広播電視総台と快手が放映権を獲得している[20]。

## スポンサー

### ワールドワイドオリンピックパートナー
2020年東京オリンピックのオリンピックワールドワイドパートナーは今大会も引き続き、スポンサーを務めた。その他にドイツで保険事業を行うアリアンツが参入した。
- Airbnb[21]‐民泊仲介（米）
- アリババ[21]‐ECサービス（中）
- アリアンツ[21]‐保険（独）
- アトス[21]‐ITコンサルタント（仏）
- ブリヂストン[21]‐タイヤ製造（日）
- コカ・コーラ[21]‐飲料（米）
- インテル[21]‐半導体製造（米）
- オメガ[21]‐時計製造（瑞）
- パナソニック[21]‐電化製品製造（日）
- プロクター・アンド・ギャンブル[21]‐日用品製造（米）

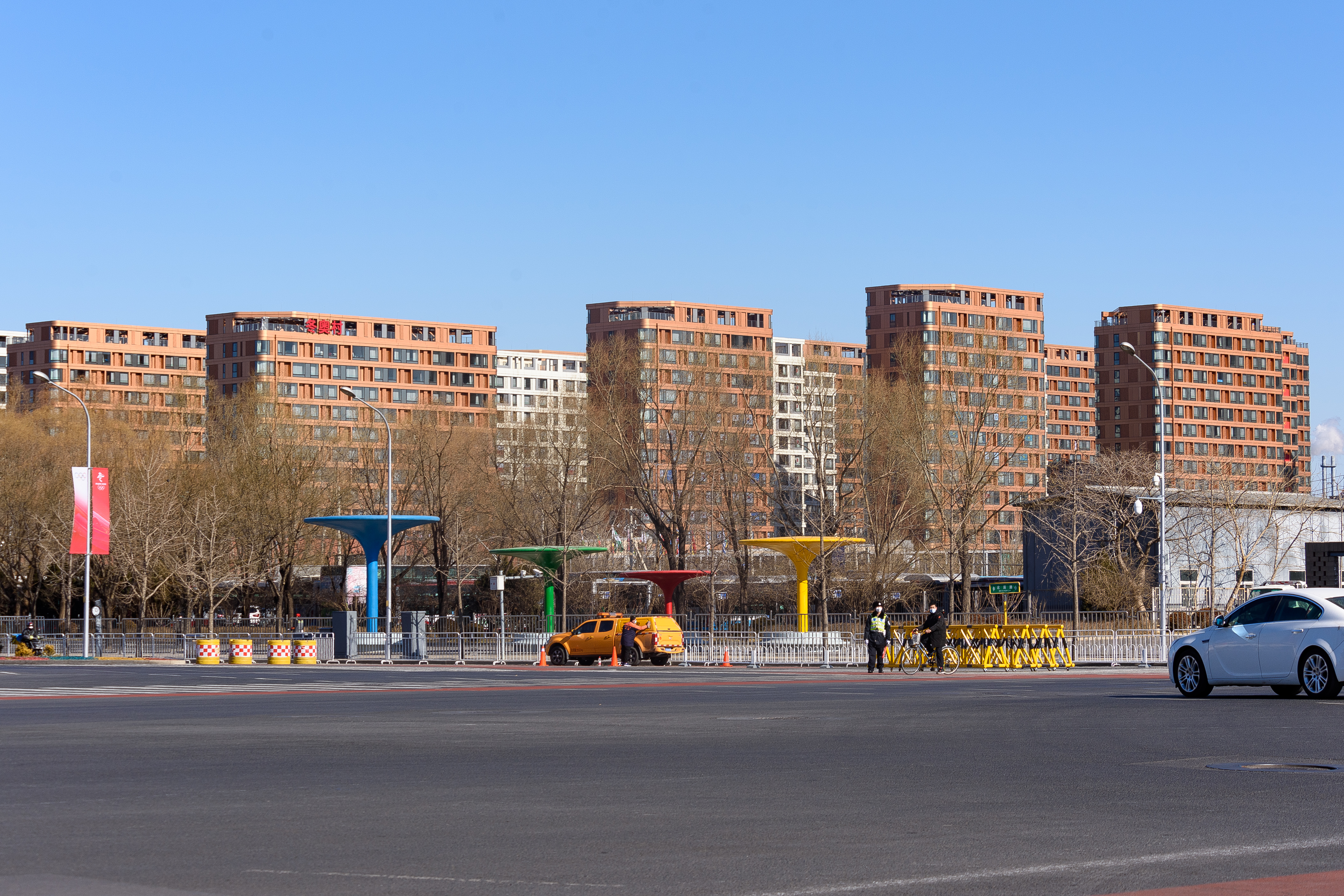
選手村

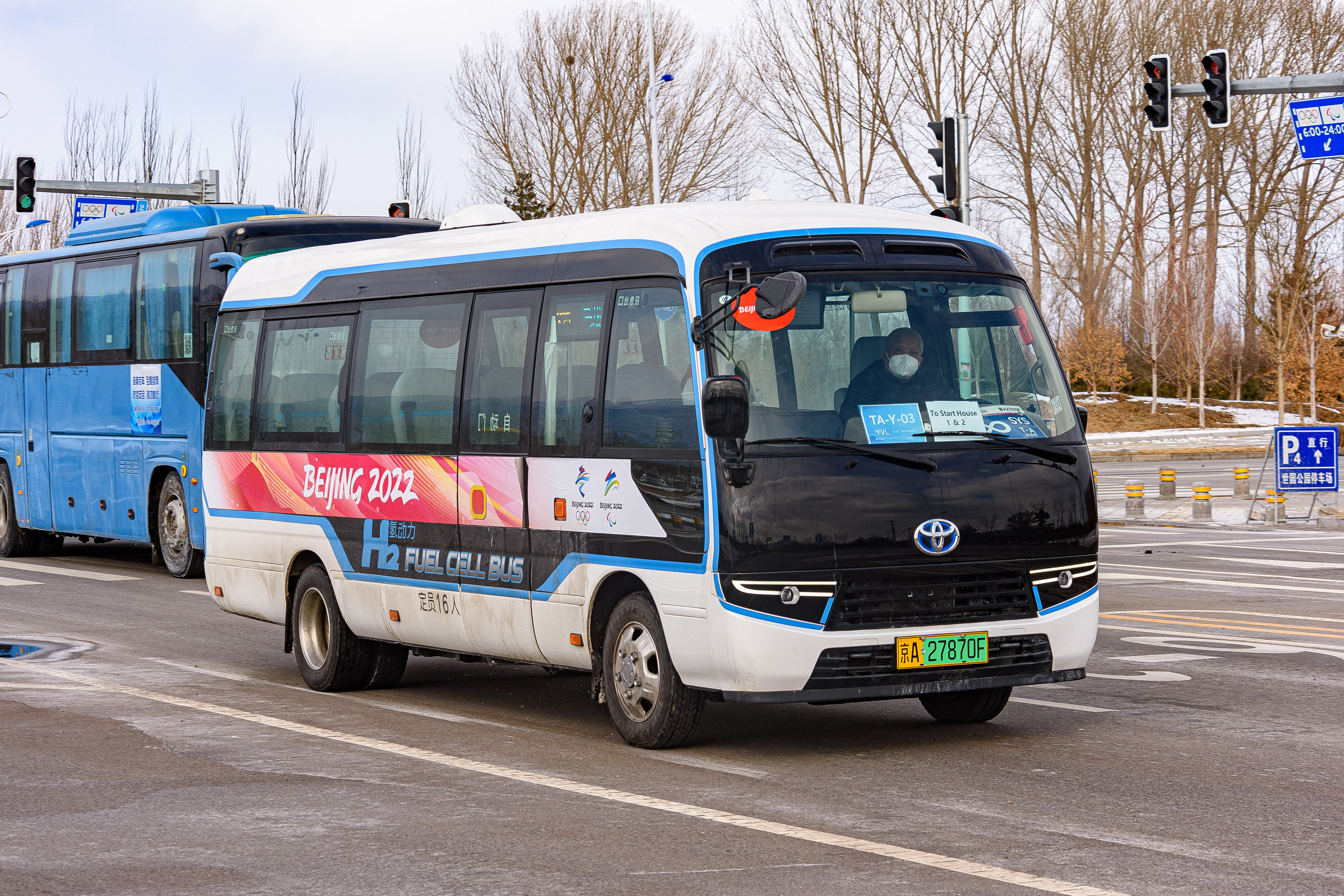
大会関係者の移動などに使われているトヨタの燃料電池バス

- サムスン電子[21]‐電化製品製造など（韓）
- トヨタ自動車[21]‐自動車製造（日）
- ビザ‐[22]決済サービス（米）

### その他の協賛企業
| 2022年北京オリンピック大会スポンサー |
| --- |
| オフィシャル・パートナー - 中国国際航空 - 安踏体育用品 - 中国銀行 - 中国石油天然気集団 - 中国長江三峡集団 - 中国聯合通信 - 中国人民保険集団 - 首鋼集団 - 中国石油化工 - 国家電網 - 伊利集団                |
| オフィシャル・スポンサー - 文奥集団 - 北京文投集団 - 燕京ビール - 恒源祥 - 奇安信集団 - 順鑫控股 - 青島ビール - 金龍魚 - 猿輔導 - ヤム・チャイナ                                                           |
| オフィシャル・エグゼクティブ・サプライヤー - EF Education First - 科大訊飛 - 中国郵政 - 華揚聯羅 - スニッカーズ - Hongyuan - 3trees（三棵树） - 空港宏遠 - 東道 - 良業 - BOSS直聘                          |
| オフィシャル・サプライヤー - プライスウォーターハウスクーパース - 金山軟件 (WPS) - BGCTV - 随鋭集団 - 一石科技 - 河北広電 - 豊原生物 - 麒盛科技 - 天壇家具 - 石家荘印鈔 - 舒華体育 - 諾貝爾瓷磚 - 東鵬瓷磚 |

## 懸念と論争

### 降雪の少なさ
招致の段階で提示された屋外会場では、雪上スポーツを行えるほどには冬の降雪が期待できないことを理由として北京が開催地に立候補したことに対し、疑問を呈した批評家もいた。環境の成り行き次第では、多額の費用をかけて雪を会場まで輸送する必要があるかもしれないことが懸念されている。

### 環境問題
北京周辺で競技大会を開催することの環境への影響にも疑問が呈されている。提示された会場の中には、松山国家級自然保護区および同山系の一部に隣接するところもあり、雪山の一部を人工物で覆うことなど会場の建設による自然保護区への環境的影響は不透明である。これに対して中国共産党と中国政府はこれらの懸念に対し、競技会場が同自然保護区の外に置かれるように保護区の指定範囲を調整した。また世界的なエネルギー危機によっても、冬季オリンピックの開催を目前に控える中国に対する重圧が高まっている。アルジャジーラが報じたところでは「中国のエネルギー危機は、ある部分においては、来る2月に北京冬季五輪を「青空」の下で開催するために努めてきた習近平総書記（国家主席）の自業自得ともいえ、習氏が中国経済の脱炭素化に本気で取り組んでいることを国際社会に示した」形となっている。

### 盗作疑惑
2022年冬季五輪の開催都市が発表されてから間もなく、一部の音楽評論家が北京大会の招致活動中に使用された公式歌は、ディズニーのアニメーション・ミュージカル映画でもある『アナと雪の女王』の主題歌「レット・イット・ゴー」に酷似しているように聞こえると主張した。

### ボイコット

外交的ボイコットを行った国

中国で初めて開催されたオリンピックとなった2008年北京オリンピックでもあったように、中国が開催国となる今大会でもボイコットを呼びかける動きがある。2019年の新疆文書のリーク、2019年から2020年にかけての香港民主化デモ、中国の戦狼外交、ウイグル人大量虐殺の影響で2022年北京冬季五輪に対するボイコットが呼びかけられている。2020年7月30日付の書簡の中で、世界ウイグル会議はIOCに対してウイグル人の大量虐殺を理由に2022年の冬季オリンピックを北京で開催することを考え直すよう強く求めた。2020年9月、アメリカのリック・スコット上院議員はIOCのアニタ・デフランツ副会長（当時）と会談し、2022年の冬季オリンピックを習近平中国共産党総書記の政権下で開催するIOCの決定を再考するよう促した。これに対し、IOCが開催地を中国以外に変更することを拒否すると、スコット上院議員も失望を表明した。2020年10月、イギリスのドミニク・ラーブ外相もイギリスが2022年の北京オリンピックをボイコットする可能性を示唆した。
オーストラリアに対する中国の貿易制裁および経済的威圧の行使は、オーストラリア国内における2022年の北京オリンピックに対するボイコットの呼びかけを増大させる結果となった。2020年11月、オーストラリアのジャッキー・ランビー上院議員とレックス・パトリック上院議員は正式にボイコット決議案を提出したが、その後この決議案は否決された。一部の人権団体は外交的ボイコット、すなわち、各国政府が自国の国家元首や政府高官を北京五輪に派遣しない一方で、選手については派遣することを要求している。カナダ議会の13名の議員は、大会開催国を中国以外に変更するよう求める書簡に署名した。同国の3つの政党の党首らは開催地の変更を支持しており、ある党首は大会開催地のカナダへの変更を支持するとまで述べた。2021年2月、さらに6名の共和党所属のアメリカの上院議員らが大会開催地の変更を求めた。オランダ議会のショー・ショーシマ議員は、「ウイグル人大量虐殺を理由にオリンピックも中国から剥奪されなければならない」と述べた。2021年3月、アメリカのアルペンスキー選手のミカエラ・シフリンも北京五輪を巡って提起されている人権問題のために自身の道徳と仕事の間で、「どちらかを選択する必要はないです」と述べた。2021年4月、アメリカの国際的信教の自由委員会は、信教の自由に対する中国共産党と中国政府の弾圧が継続した場合、アメリカ政府関係者は2022年冬季五輪をボイコットするよう勧告した。これを受けてミット・ロムニー上院議員（ロムニー氏は、2002年ソルトレークシティオリンピック大会組織委員会のCEOを務めた。）とティム・ケイン上院議員は、より大規模な中国法案に、アメリカ政府関係者は出席しないが、アメリカ選手は出場可能とする2022年冬季五輪の外交的ボイコットを求める修正案を加えた。2021年5月、アメリカのナンシー・ペロシ下院議長も外交的ボイコットを求めた。アメリカのドナルド・トランプ前大統領は、全面的なボイコットでは「選手たちに対して不公平」になると述べた。
2021年2月、中国国営メディアの環球時報によれば、中国は「ボイコットに従う国に対して強力な制裁を加える」可能性があると警告した。2021年3月、中国の郭衛民報道官は北京五輪をボイコットするいかなる試みも失敗する運命にあると述べた。また中国の王毅外相も、EUのジョセップ・ボレル外務・安全保障政策上級代表に、EU関係者は中国との相互協力において「冬季スポーツ交流の拡大」と「新たな見所を育む」ために北京五輪に出席すべきであると伝えた。
IOCは、全世界の政治的問題において中立であり続け、五輪の開催についての裁定ではIOCが当該開催国内における政治的構造、社会の状況、人権標準に賛成しているわけではない、と述べている。IOCはAFPの取材に応じ、「我々は繰り返し申し上げてきましたが、IOCは政府に責任を負うものではありません。IOCはオリンピック競技大会の開催のための権利と機会を与えているだけです。だからといって、我々は、当該国の政治、社会、人権問題のすべてに賛成しているわけではありません。また、個人または人々の人権侵害をすべて認めるというわけでもありません。」と回答している。このようなIOCの立場には批判も出ており、ジュールズ・ボイコフ氏もIOC自体が平等と反差別を促進するオリンピック憲章を都合の良いように無視し、「五輪が確実に続くように人権上の残虐行為から目を背けることで不適切な傾向」を示しているとして、IOCの偽善を非難している。
2021年8月に行われた調査によると、アメリカ人の49%が「中国の人権記録では2022年の冬季五輪を同国で開催することはできない」と思っており、33%の人が「（開催できるか）わからない」と回答している。
2021年9月8日、IOCが2020年東京オリンピックに参加しなかった北朝鮮オリンピック委員会を資格停止処分にすると、IOCは北京五輪のボイコットを検討している国々に対して、もし北朝鮮と同様のボイコットを選択すれば、将来のオリンピック競技大会に参加することを禁止するというメッセージを送る意図もあったのではないかとの憶測を呼んだ。
2021年10月14日、IOCのジョン・コーツ副会長は、IOCはウイグルの問題に関して「IOCの権限の範囲内にない」ことであるとして、中国政府に異議を申し立てようとは思っていないと述べた。
2021年11月19日、リトアニアの国会にあたるセイマスの17名の議員らは、中国における人権侵害を理由にリトアニアが2022年の北京五輪への参加を取りやめることを勧める公式書簡を公表した。リトアニアオリンピック委員会のダイナ・グジネビチウテ会長は、オリンピック競技大会は政治的に中立でなければならないとする声明を発表し、同委員会が北京五輪をボイコットする計画はないことを確認した。
2021年11月29日、中国メディアは、中国は北京冬季五輪を外交的ボイコットすると脅す西側諸国の政治家を同大会に招待する予定はないとのことであると報じた。
2021年12月3日、リトアニアは北京五輪を外交的ボイコットすると発表した。北京冬季五輪の外交的ボイコットを正式に表明したのは、リトアニアが初めてとなる。
2021年12月6日、アメリカ・ホワイトハウスのジェン・サキ報道官が、バイデン政権は2022年冬季五輪・パラリンピックの外交的ボイコットを開始すると発表した。この外交的ボイコットは、すべてのアメリカ政府関係者が公式な立場で北京五輪・パラリンピックに出席することを禁止するものである。ホワイトハウスは、ボイコットの理由として中国のウイグル人に対する虐待を挙げた。外交的ボイコットは、アメリカ選手の参加に影響を及ぼすことはない。ホワイトハウスは、「何年もトレーニングしてきた選手たちを罰することは公平ではない」として、全面的なボイコットに踏み切る手前でこれを中止したと述べた。このアメリカの決定に対してIOCは「政府・外交関係者の出席は、純粋に各国政府の政治的決定であり、政治的中立の立場にあるIOCは、その決定を十分に尊重する。それと同時に、この発表は、オリンピック競技大会ならびに選手の参加が政治的領域を越えたところで行われることを明確にするものでもあり、我々はこれを歓迎する」と反応した。ニュージーランドも、北京冬季五輪に外交関係者を派遣しない予定であることを発表した。その決定の理由は、新型コロナウイルス対策等を含め「さまざまな要因」によるものであると説明している。
2021年12月8日、さらに4か国が正式にボイコットを表明した。オーストラリアも北京五輪を外交的ボイコットすることを発表し、北京にメッセージを送るため国連のオリンピック停戦に署名することを拒否するとも発表した。オーストラリアのメディアは、2022年の北京五輪は「人類の祝典」というより、人道に対する罪の祝典であると報じた。イギリスも北京五輪の外交的ボイコットを発表した。イギリスについては、エリザベス2世の長女で長年にわたってIOC委員およびイギリスオリンピック委員会総裁を務めるアン王女の大会への出席を禁じるかどうかまでは、明らかにされていない。同日、カナダも北京五輪を外交的ボイコットすると発表した。コソボもこれらの国々の外交的ボイコットの動きに追随した。
2021年12月11日、IOCはバッハ会長や主要な国際競技連盟の会長らスポーツ界の首脳を集めた五輪サミットをオンラインで開き、「五輪とスポーツの政治化に断固として反対する」との共同宣言をまとめた。宣言では「IOC、五輪、そして五輪運動全体の政治的な中立性の必要性を強く訴えた」と強調している。会議には中国、ロシア、アメリカの各国オリンピック委員会会長も出席した。
2021年12月24日、「総合的な勘案」を理由に、閣僚や政府高官ら政府関係者を派遣しないことを決めた。なお、JOCの山下泰裕会長と参院議員で東京大会組織委員会会長の橋本聖子は派遣する予定である。事実上の「外交ボイコット」ではあるが、その呼称を使わない意向も示したため、「外交ボイコット」には当たらない。中国外務省も「歓迎」の意を示した。
2022年2月3日、2020年中印国境紛争に参加した中国軍の兵士が聖火リレーのランナーを務めていることが発覚したため、インドも中国との外交的ボイコットを表明した。
一方、ロシアやUAE、シンガポールをはじめとする計25か国は出席を表明した。フランスはボイコットを「効果が小さい」として出席を表明し、スポーツ担当相を大会に派遣しているが、開会式は欠席の見通しを表明した。ドイツもショルツ首相が開会式に参加しないと表明した。また、ニュージーランドやスイスのように新型コロナウイルス感染症への懸念を理由に不参加を表明する国もあり、開会式に要人が出席した国は32か国に留まった。

#### 外交的ボイコット表明国
外交的ボイコットとは、政治的理由で北京冬季五輪に各々の政府代表者を出席させないことを意味する。全面的なボイコットに移行することがない限りは、それらの国の代表選手は大会に参加することが可能である。
外交的ボイコットを決定した国は次の通りである。（事実上のボイコットは含まず）
- リトアニア[97]
- アメリカ合衆国[98]
- オーストラリア[99]
- イギリス[100]
- カナダ[101]
- コソボ[102]
- エストニア[103]
- ベルギー[104]
- ラトビア[105]
- インド[90]

### 開会式
開会式で中国の少数民族の代表たちが出演するシーンがあるが、そこでチマチョゴリを着用している朝鮮族の代表の少女が登場したため、韓国の政界と民間が「中国による文化盗用」として抗議した。これに対し、中国側は韓服が中国の民族衣装でもあるため、韓国側の抗議が不適切だと弁明した。また、開会式の最終走者はウイグル族のジニゲル・イラムジャンが務めたことは、中国国内での少数民族に対する人権侵害への欧米の批判に反論する狙いとみられる。

### 試合
2月7日のショートトラックスピードスケートの男子1000メートルの予選試合で中国選手を抜いてゴールした韓国選手が失格になり、決勝進出できなくなったため、韓国側の世論が激しく反発した。また、2月7日のノルディックスキー・ジャンプの混合団体の試合で、日本の高梨沙羅ら4チームの5選手が抜き打ち検査でスーツ規定違反とされ、失格したことが物議を醸した。
これらの"疑惑の判定"について、「中国忖度説」が一部で持ち上げられた。内容は、中国を勝たせる、もしくは政府からの要人を派遣していない国を貶める恣意的判定をするというものである。しかしながら、ショートトラックスケートで失格になった韓国やROC(ロシア)は開会式への出席を明言した国であり、一方ノルディックスキー・ジャンプの混合団体で優勝したスロベニアは台湾との関係を巡り中国と対立している国であることなど、論理的な整合性はない。

### マスコット
マスコットのビンドゥンドゥンは中国国内で大きな人気を博したが、2月8日に中国中央テレビは記者と中国代表選手との生放送中、ビンドゥンドゥンの着ぐるみは突如低い男性の声で言葉を発し、その中から男性が現れた場面を放送した。これに対し、中国のインターネットで「幻滅した」などと批判が多く寄せられた。その後、マスコットのデザイナーは「オリンピックの公式マスコットが『ジェンダーニュートラル』という規定があるため、ビンドゥンドウンには性別がない」と釈明し、大会運営側も「喋ったのは偽物だ」とコメントした。

### 公式アプリ
- My2022（冬奥通）